# André de Longjumeau
André de Longjumeau (Longumeau, Lonjumel, etc.) foi um missionário dominicano francês e um dos diplomatas ocidentais mais ativos no Oriente no século XIII. Chefiou duas embaixadas ao território mongol: a primeira encarregada das cartas do Papa Inocêncio IV e a segunda dos presentes e cartas de Luís IX de França para Guiuque Cã. Bem familiarizado com o Oriente Médio, tinha domínio da língua árabe e "caldeia" (talvez fosse siríaca ou persa).

## Missão pela Santa Coroa de Espinhos
A primeira missão de André no Oriente ocorreu quando o rei francês Luís IX o incumbiu de buscar a Coroa de Espinhos que lhe havia vendido o imperador latino de Constantinopla, Balduíno II, em 1238, que estava ansioso para obter apoio para o seu império cambaleante. André foi acompanhado nesta missão pelo irmão Guilherme.

## Missão papal junto aos mongóis (1245–1247)
André de Longjumeau liderou uma das quatro missões enviadas aos mongóis pelo Papa Inocêncio IV. Partiu de Lyon na primavera de 1245 em direção ao Levante. Visitou os principados muçulmanos na Síria e representantes das igrejas nestoriana e jacobita na Pérsia, finalmente, entregou a correspondência papal a um general mongol perto de Tabriz. Em Tabriz, André de Longjumeau reuniu-se com um monge do Extremo Oriente, chamado Simeão Rábano Ata, que tinha sido encarregado pelo cã de proteger os cristãos no Oriente Médio.

## Segunda missão junto aos mongóis (1249–1251)

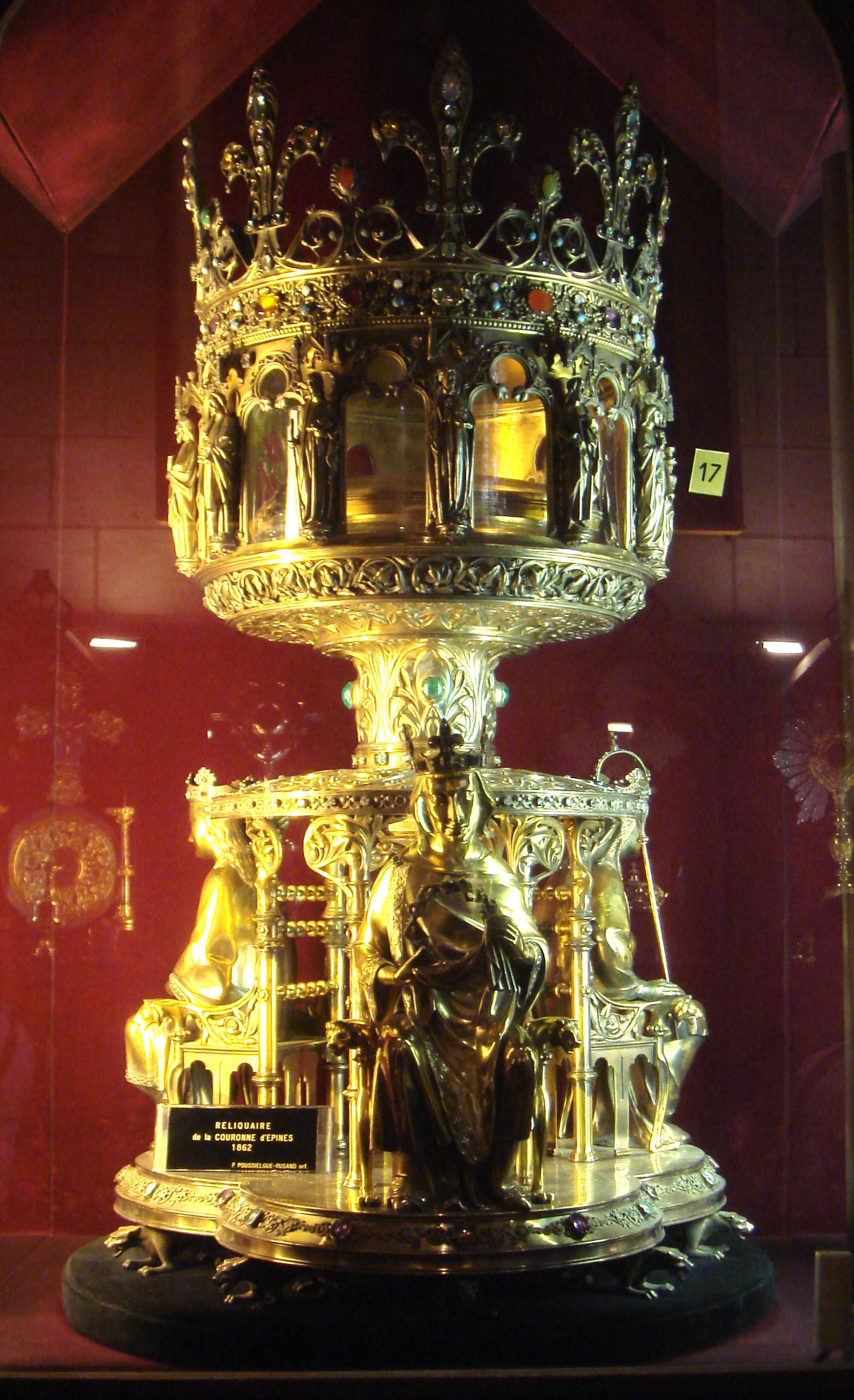
André foi a Constantinopla para buscar a Coroa de Espinhos comprada por Luís IX junto a Balduíno II. Ela está preservada atualmente em um relicário do século XIX, na Catedral de Notre-Dame de Paris

No acampamento mongol próximo à cidade de Carse, André conheceu um certo Davi, que em dezembro de 1248 compareceu à corte do rei Luís IX de França em Chipre. André, que já estava com Luís, traduziu a mensagem de Davi para o rei, uma oferta real ou pretensa de aliança do general mongol Eljiguidei, e uma proposta de um ataque conjunto contra as forças islâmicas na Síria. Em resposta a isso, o soberano francês despachou André como seu embaixador para se encontrar com Guiuque Cã; com Longjumeau foi seu irmão Guilherme (também um dominicano) e vários outros - João Goderiche, João de Carcassona, Herberto "Le Sommelier," Gerberto de Sens, Roberto (um escriturário), certo Guilherme, e um escriturário não identificado de Poissy.
O pequeno destacamento partiu em 27 de janeiro de 1249, com cartas do rei Luís e do legado papal, e ricos presentes, incluindo uma tenda que serviria de capela, forrada com um pano vermelho e bordada com imagens sagradas. De Chipre eles foram para o porto de Antioquia, na Síria, e de lá viajaram por um ano até chegarem à corte do cã, fazendo dez léguas (55,56 quilômetros) por dia. Sua rota os levou através da Pérsia, ao longo das margens sul e leste do mar Cáspio e, certamente, através de Talas, a nordeste de Tasquente.
Na chegada à suprema corte mongol - aquela do rio Emil (perto do lago Alakol e da fronteira atual russo-chinesa nas montanhas Altai), ou mais provavelmente em, ou perto de Caracórum, a sudoeste do lago Baical - André encontrou Guiuque Cã morto, envenenado, como supôs o enviado, por agentes de Batu Cã. A mãe-regente Ogul Caimis (o "Camus" de Guilherme de Rubruquis) parece tê-lo recebido e dispensado com presentes e uma carta de desprezo para Luís IX. Mas é certo que bem antes do que desejava o frade, o "tártaro" Mangu Cã, sucessor Guiuque, havia sido eleito.
O relatório de André para seu soberano, a quem ele se juntou em 1251 em Cesareia na Palestina, parece ter sido uma mistura de história e fábula; esta última afeta sua narrativa no que diz respeito ao surgimento do poder mongol, e às lutas de seu líder Gêngis Cã contra Preste João; é ainda mais evidente na posição atribuída à terra natal dos mongóis, próximo à prisão de Gogue e Magogue. Por outro lado, o relato do enviado com relação aos costumes mongóis é bastante preciso, e suas declarações sobre o cristianismo entre os mongóis e seu progresso, embora talvez exagerado (por exemplo, para as 800 capelas sobre rodas nas tribos nômades), são baseados em fatos.
Montes de ossos marcavam seu caminho, testemunhos da devastação que outros historiadores registram em detalhes. Encontrou prisioneiros cristãos da Alemanha, no coração da "Tartária" (em Talas), e foi obrigado a assistir à cerimônia de passagem entre duas fogueiras, como um portador de presentes para um morto Cã, presentes que eram, naturalmente, vistos pelos mongóis como prova de submissão. Este comportamento insultuoso, e a linguagem da carta com que André reapareceu, marcou o fracasso de sua missão: o rei Luís, conta João de Joinville, "se repenti fort" ("fiquei muito triste").

## Morte
A data e o local da morte de André são desconhecidos.
Só conhecemos André por meio de referências de outros escritores: ver especialmente Guilherme de Rubruck em Recueil de voyages, iv. (Paris, 1839), pp. 261, 265, 279, 296, 310, 353, 363, 370; Joinville, ed. Francisque Michel (1858, etc.), pp. 142, etc .; Jean Pierre Sarrasin, no mesmo volume, pp. 254–235; Guilherme de Nangis em Recueil des historiens des Gaules, xx. 359–367; Carlos de Rémusat, Mémoires sur lesrelations politiques des princes chrétiens… avec les… Mongols (1822, etc.), p. 52.